# Reyer Venezia 1939-1940
Questa voce raccoglie le informazioni riguardanti la Reyer Venezia nelle competizioni ufficiali della stagione 1939-1940

## Stagione
La A.S.F. Reyer Venezia arrivò al quarto posto su 10 squadre della serie A di pallacanestro.

## Roster
- Cavallari
- Battistel
- Luciano Montini
- Amerigo Penzo
- Bean
- Silvestri
- Leo Pontello
- Armando Fagarazzi
- Enrico Garbosi
- Marcello De Nardus[1]
- Allenatore: